# Fédération Internationale des Associations Vexillologiques

Vlag van de Fédération Internationale des Associations Vexillologiques

De Fédération Internationale des Associations Vexillologiques (FIAV) is een overkoepelende internationale organisatie van verenigingen en instituten die zich bezighouden met vexillologie. De FIAV werd op 3 september 1967 informeel opgericht, tijdens het tweede internationale vexillologiecongres in Rüschlikon (Zwitserland). De officiële oprichting vond plaats op 7 september 1969, tijdens het derde internationale vexillologiecongres in Boston (Massachusetts). Wereldwijd zijn ongeveer 55 nationale, regionale en internationale organisaties bij de FIAV aangesloten.
De doelstelling van de organisatie is het vormen van een kenniscentrum over vlaggen van alle soorten, hun vorm en functie, en het ontwikkelen van wetenschappelijke theorieën en principes op basis van die kennis.

## Congressen
Het Internationale Congres voor Vexillologie is een tweejaarlijks congres dat een week duurt. Een congres bestaat uit vexillologiepresentaties, de Algemene Vergadering van FIAV en vlagvertoningstours. Sinds 1969 sponsort FIAV de tweejaarlijkse Internationale Congressen voor Vexillologie (ICV) met de hulp van een lokaal organisatiecomité. De congressen werden gehouden in:
- 1965 - Muiderberg (Nederland)
- 1967 - Zürich en Rüschlikon (Zwitserland)
- 1969 - Boston, Massachusetts (Verenigde Staten)
- 1971 - Turijn (Italië)
- 1973 - Londen (Verenigd Koninkrijk)
- 1975 - IJsselmeer (Nederland)
- 1977 - Washington D.C. (Verenigde Staten)
- 1979 - Wenen (Oostenrijk)
- 1981 - Ottawa (Canada)
- 1983 - Oxford (Verenigd Koninkrijk)
- 1985 - Madrid (Spanje)
- 1987 - San Francisco, Californië (Verenigde Staten)
- 1989 - Melbourne (Australië)
- 1991 - Barcelona (Spanje)
- 1993 - Zürich (Zwitserland)
- 1995 - Warschau (Polen)
- 1997 - Kaapstad (Zuid-Afrika)
- 1999 - Victoria, Brits-Columbia (Canada)
- 2001 - York (Verenigd Koninkrijk)
- 2003 - Stockholm (Zweden)
- 2005 - Buenos Aires (Argentinië)
- 2007 - Berlijn (Duitsland)
- 2009 - Yokohama (Japan)
- 2011 - Alexandria, Virginia (Verenigde Staten)
- 2013 - Rotterdam (Nederland)
- 2015 - Sydney (Australië)
- 2017 - Londen (Verenigd Koninkrijk)
- 2019 - San Antonio, Texas (Verenigde Staten)
- 2022 - Ljubljana (Slovenië)
- 2024 - Peking (China)

Het congres in Rotterdam werd georganiseerd door de Nederlandse Vereniging voor Vlaggenkunde. ICV 31 staat gepland voor 2026 in Parijs.